# Lança Perfume
Singles de Rita Lee
Bem-Me-Quer
(1980) Baila Comigo
(1981)
Lança Perfume est une chanson écrite par Rita Lee et Roberto de Carvalho et interprétée par Rita Lee. Elle est parue en 1980 sur l'album Rita Lee.
Paru en single, le titre connaît un succès commercial, s'écoulant notamment à plus de 200 000 exemplaires en France.
En 1981, Henri Salvador reprend la chanson en français sous le titre Question de choix.